# نوباء سميكة
نوباء سميكة (الاسم العلمي:Alternaria crassa) هو نوع من الفطريات يتبع جنس النوباء من الفصيلة البوغيانية.